# Magellanzeisig
Der Magellanzeisig (Spinus magellanicus, Syn.: Carduelis magellanicus) ist eine Art aus der Unterfamilie der Stieglitzartigen. Er kommt ausschließlich in Südamerika vor.

## Erscheinungsbild
Der Magellanzeisig erreicht eine Körperlänge von elf bis zwölf Zentimetern. Es besteht ein auffälliger Geschlechtsdimorphismus.
Die Männchen der Magellanzeisige haben einen schwarzen Kopf, Nacken und Kehle. Die übrige Körperoberseite ist gelb mit einem olivgrünen Anflug. Die großen Flügeldecken sowie die Schwingen und die Schwanzfedern sind schwärzlich. Die Körperunterseite ist rein gelb, die Brust ist bei einzelnen Individuen bräunlich überlaufen. Der Schnabel ist ebenso wie die Füße schwarz-gräulich.
Die Weibchen sind deutlich weniger kontrastreich gefärbt. Ihre Körperoberseite ist ebenso wie der Kopf grünlich grau. Die Körperunterseite ist gräulich gelb und wird zum Körperende hin heller. Schnabel und Füße sind etwas blasser als beim Männchen.

## Verbreitungsgebiet und Lebensweise
Das Verbreitungsgebiet des Magellanzeisigs erstreckt sich vom Süden Argentiniens und Chiles bis in den Süden von Kolumbien und Venezuela. Der Lebensraum sind Ebenen und hügeliges Land. Er kommt in Galeriewäldern, an Waldrändern, auf Plantagen, an bebuschten Ufern und Wegrändern sowie in Gärten und Parks vor. Wie für Zeisige charakteristisch, lebt er überwiegend von Sämereien. Sein Nahrungsspektrum umfasst aber auch Insekten.

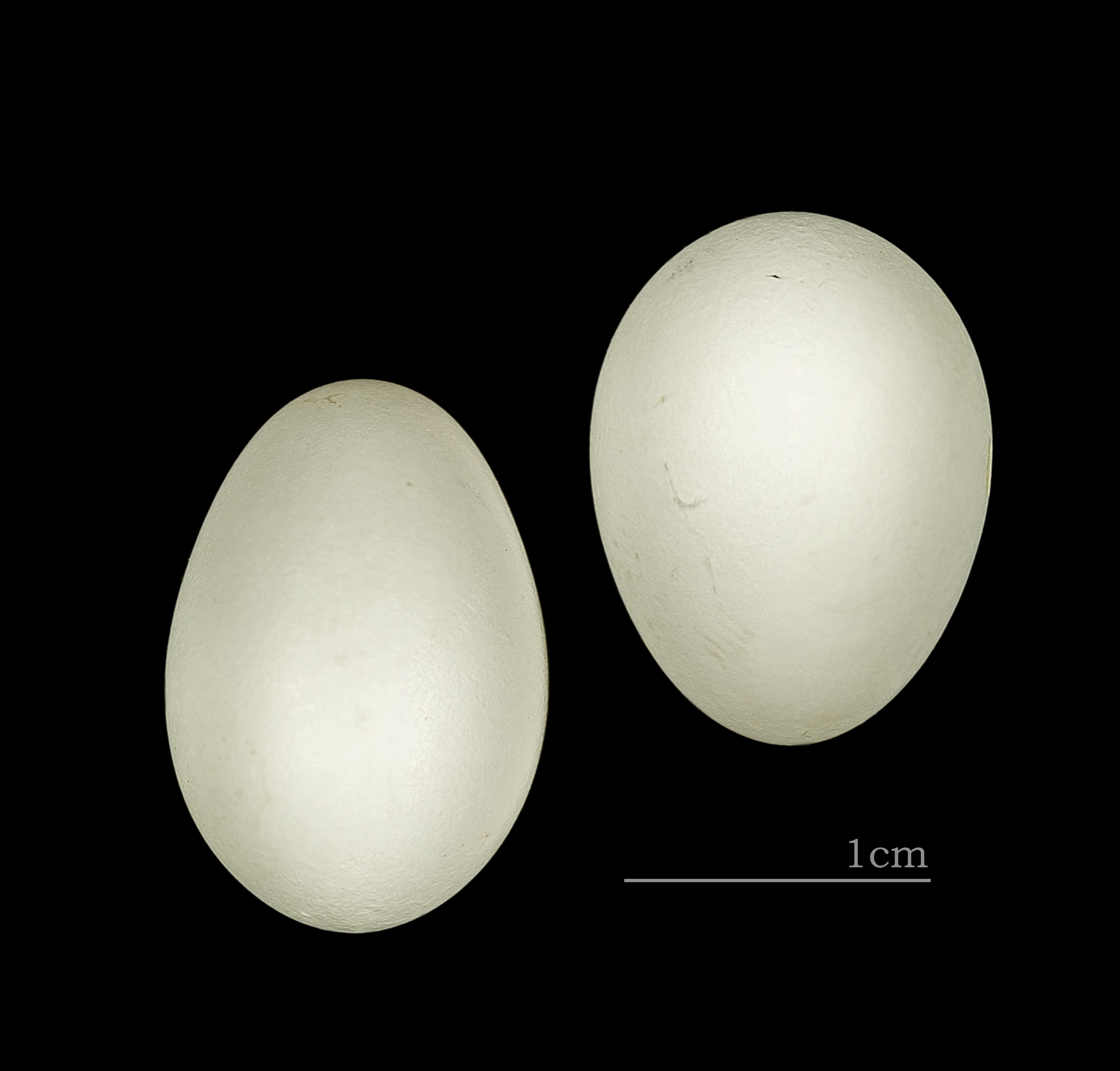
Spinus magellanicus

Das Nest wird überwiegend vom Weibchen errichtet. Das Gelege besteht in der Regel aus drei bis vier Eiern. Es brütet allein das Weibchen. Die Brutzeit beträgt zwölf bis dreizehn Tage. Die Jungvögel werden mit etwa 18 Tagen flügge. Nach weiteren 10 bis 14 Tagen sind sie selbständig.

## Belege